# Красный Лес (Бобруйский район)
Красный Лес (бел. Красны Лес) — посёлок в Бобруйском районе Могилёвской области Беларуси. Входит в состав Слободковского сельсовета.

## География
Посёлок находится в юго-западной части Могилёвской области, при автодороге Н-10108, на расстоянии 5 километров юго-западу от города Бобруйска, административного центра района. Абсолютная высота — 151 метр над уровнем моря. Площадь населённого пункта — 0,0786 км².

## История
Красный Лес основан в 1920-х годах переселенцами из близлежащих деревень.

## Население
По данным переписи 2019 года, в посёлке проживало 6 человек.
| Год  | Население, человек |
| ---- | ------------------ |
| 1959 | 80                 |
| 1970 | ↘ 61               |
| 1986 | ↘ 57               |
| 2007 | ↘ 13               |
| 2009 | ↘ 8                |
| 2019 | ↘ 6                |